# Tarn Taran
Tarn Taran è una città dell'India di 55.587 abitanti, capoluogo del distretto di Tarn Taran, nello stato federato del Punjab. In base al numero di abitanti la città rientra nella classe II (da 50.000 a 99.999 persone).

## Geografia fisica
La città è situata a 31° 26' 60 N e 74° 55' 31 E e ha un'altitudine di 218 m s.l.m..

## Società

### Evoluzione demografica
Al censimento del 2001 la popolazione di Tarn Taran assommava a 55.587 persone, delle quali 29.187 maschi e 26.400 femmine. I bambini di età inferiore o uguale ai sei anni assommavano a 6.749, dei quali 3.766 maschi e 2.983 femmine. Infine, coloro che erano in grado di saper almeno leggere e scrivere erano 37.148, dei quali 20.564 maschi e 16.584 femmine.